# Maigre (poisson)
Espèce
Statut de conservation UICN

 LC  : Préoccupation mineure
Le Maigre ou Courbine (Argyrosomus regius), parfois surnommé Grogneur, est une espèce de poissons marins de la famille des sciænidés.  
Il se rencontre proche des côtes et dans les estuaires de l'Atlantique nord-est, de la mer Méditerranée, de la mer Noire et de la mer Rouge et se reconnaît à sa grande taille pouvant aller jusqu'à 2 m, sa couleur argentée, son dos bombé et ses lèvres développées.  
Comme les autres sciænidés, le Maigre peut émettre des sons audibles jusqu'à plusieurs dizaines de mètres grâce à sa vessie natatoire.  
Sa chair fine étant appréciée, il est pêché dans toute son aire de répartition mais également élevé en aquaculture depuis une trentaine d'années. 

## Dénominations
Son nom « maigre » viendrait de sa chair blanche qui la fait paraître maigre ou, selon l'ichtyologiste Louis Roule, serait une déformation de l’ancien français « maistre » qui signifie maître : on a en effet pensé pendant longtemps que les grognements caractéristiques du poisson lui servaient à diriger les bancs de sardines et d'anchois.
L'appellation « grogneur » vient du bruit qu'il produit en période de frai, agissant sur un muscle qui fait résonner sa vessie natatoire, à l'instar des poissons-tambours dont l'étymologie du nom est similaire.
Le Maigre est également appelé sciène, poisson royal, aigle, nègre, haut-bar, faux bar dans la Manche, courbine, maigreaux, maigrot, maigras, tchouse, antesa, mérua dans l'Atlantique et peis rei, daines, figoun, lombrino, roujeto, figon en Méditerranée.

### Noms vernaculaires étrangers
- anglais : drum, croaker, meagre, shade-fish, salmon bass
- espagnol : corvina, corbina, perca regia
- italien : ombrina, bocca d’oro, figo, bocca gialla, corbo
- turc : granyöz
- hébreu : moussar (מוסר)
- arabe (marocain) : 9orb, لْقُرْب, قُرْبْ
- berbère (amazigh) : Azelmza ⴰⵣⴻⵍⵎⵣⴰ

### Courbines
Des espèces appartenant à d'autres genres de la famille des Sciaenidae sont également appelées « courbines » :
- Cheilotrema
- Genyonemus
- Johnius
- Larimichthys
- Leiostomus
- Macrodon
- Menticirrhus
- Micropogon
- Micropogonias
- Nebris
- Nibea
- Otolithoïdes
- Pogonias
- Protonibea
- Pseudosciæna
- Pseudotolithus
- Sciaena

## Description

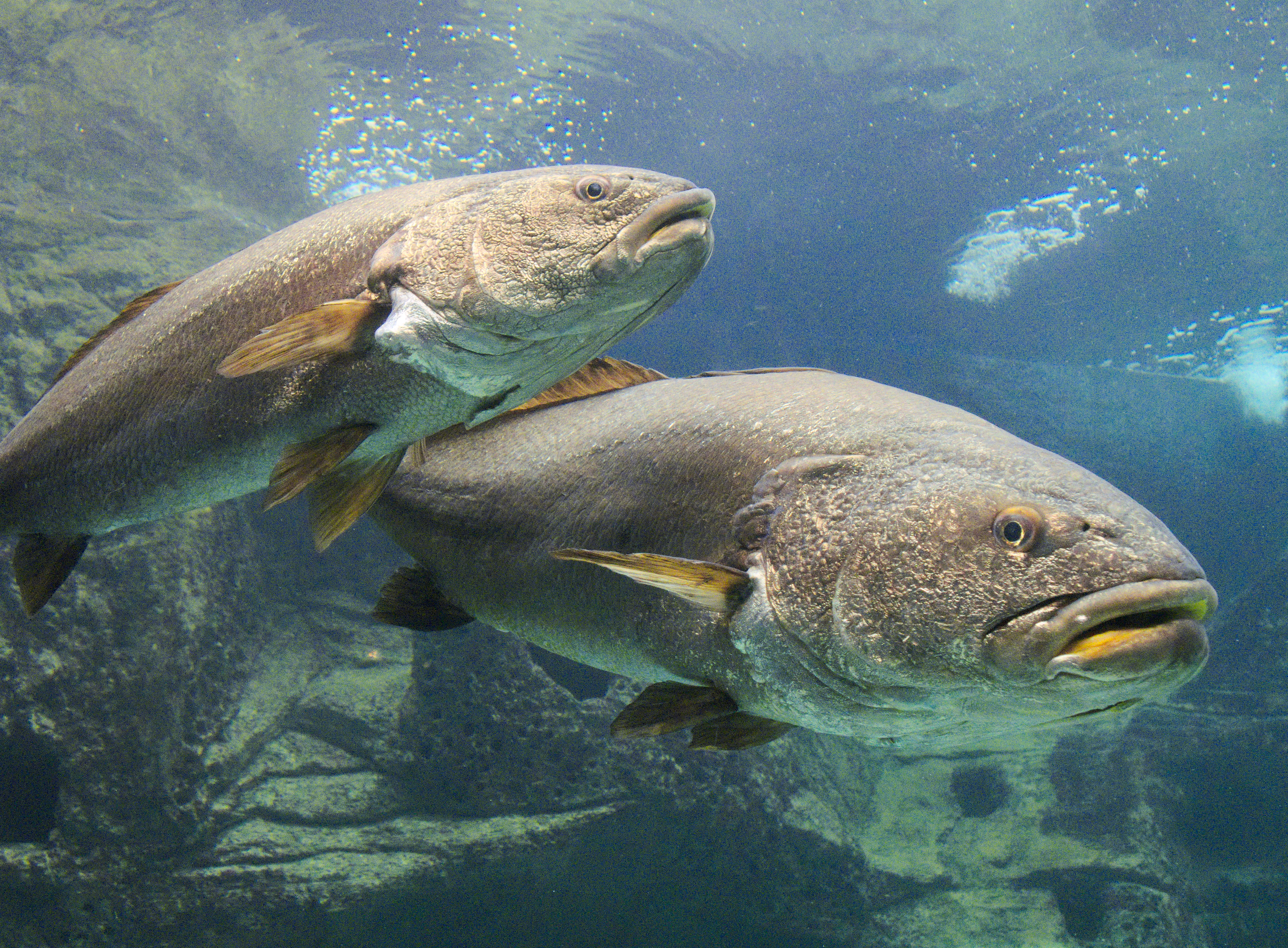
Le maigre possède de petits yeux et de grosses lèvres.

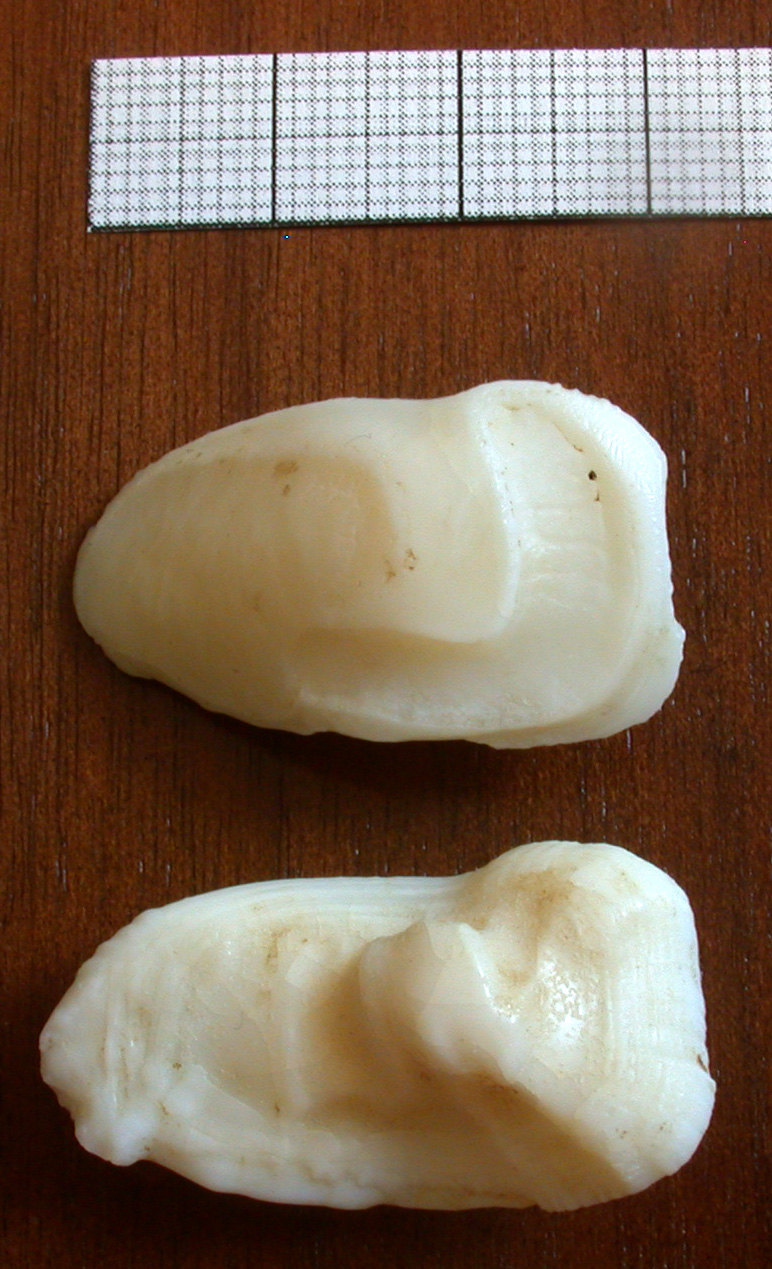
Le Maigre est notamment caractérisé par de très gros otolithes.

Le Maigre est un grand poisson mesurant le plus souvent 1 m à 1,40 m et pesant jusqu'à 50 kg, mais pouvant atteindre 2,30 m pour plus de 100 kg. Son corps est fusiforme, légèrement comprimé latéralement, avec un dos arrondi et un ventre plutôt plat. Le Maigre est argenté avec de reflets bronze, son dos est plus foncé que son ventre. La première nageoire dorsale est plus courte que la seconde. 
Les yeux sont petits, le museau est plus ou moins arrondi avec une grande bouche et des lèvres très développées. L'intérieur de la bouche est dorée et les dents souvent bien visibles.
Après la mort la couleur devient gris brun sur le dos et les flancs moirés[réf. nécessaire].
Le Maigre possède des otolithes d'une taille importante, pouvant notamment permettre de déterminer l'âge précis du poisson.

## Écologie et comportement

### Alimentation
Le Maigre est un chasseur plutôt nocturne. Il se nourrit de mulets, de sardines, de sprats mais aussi de calmars, de seiches et de crevettes. Les juvéniles consomment principalement de petits crustacés, notamment des crevettes grises.

### Reproduction
La reproduction a lieu de mai à juillet. Les Maigres adultes rejoignent alors les estuaires et produisent des grognements caractéristiques. La femelle pond en eau saumâtre des œufs d'environ 1 mm de diamètre, qui donneront naissance à des larves pélagiques. Une femelle de 1,20 m peut produire jusqu'à 800 000 œufs. Les alevins deviennent benthiques à partir de 3 à 4 cm, et grandissent de 15 cm par an pendant les vingt premiers mois de leur existence. A trois ans, les maigres peuvent déjà atteindre 50 cm pour 1 kg. La maturité sexuelle a lieu lorsque le poisson atteint 70 cm.
Le Maigre peut vivre une quinzaine d'années.

### Sons
Les sciaénidés peuvent produire des sons audibles à plusieurs dizaines de mètres de distance. Chez le Maigre, ils sont de deux-types : des "roulements de tambour" appelant à la formation d'un groupe reproducteur et des grognements/grincements émis lors de la parade nuptiale. Les deux sons sont produits par des vibrations de la vessie natatoire.

## Habitat et répartition

### Habitat
Le Maigre est un poisson bentho-pélagique vivant entre la surface et 200 m de profondeur, et surtout entre 15 et 100 m. Poisson océanodrome, il migre en fonction de la température de l'eau afin de rester entre les isothermes 14°C et 23°C.
Les jeunes vivent en groupe en eau saumâtre voire douce dans les estuaires et lagunes où ils sont nés, et ce jusqu'à l'âge de deux ans. Adultes, les Maigres vivent seuls ou en petits groupes proche des fonds sableux, vaseux mais aussi des rochers et des épaves.

### Répartition
Le Maigre vit dans l'Atlantique nord-est de la Norvège au golfe de Guinée (surtout du golfe de Gascogne au Sénégal), en Méditerranée et en mer Noire, mais également en mer Rouge : il s'agit en effet d'une espèce anti-lessepsienne qui a migré de la mer Méditerranée à la mer Rouge par le canal de Suez.

## Taxinomie

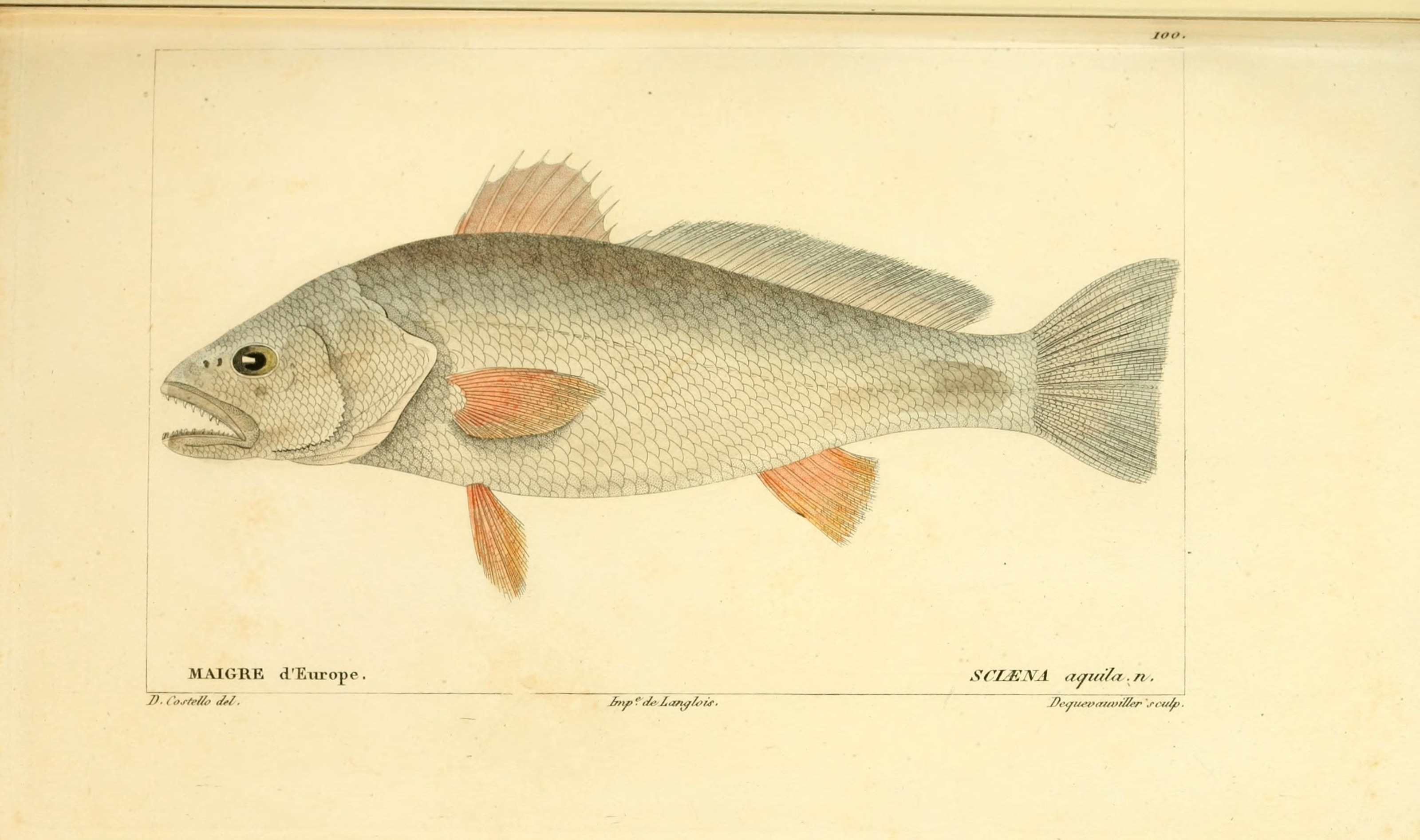
Représentation du Maigre par Georges Cuvier dans le tome 5 de l'Histoire naturelle des poissons en 1830.

Le Maigre est représenté dès 1558 par Rondelet dans son Histoire entière des poissons, mais n'est pas décrit en tant qu'espèce au XVIIIe siècle, les naturalistes le confondant avec le corb. C'est Ignacio Jordán Claudio de Asso y del Río, un naturaliste espagnol, qui décrit de Maigre pour la première fois en 1801 sous le nom Perca regia. En 1830, Cuvier consacre 25 pages à l'espèce dans son Histoire naturelle des poissons.

## Le maigre et l'humain

### Utilisation

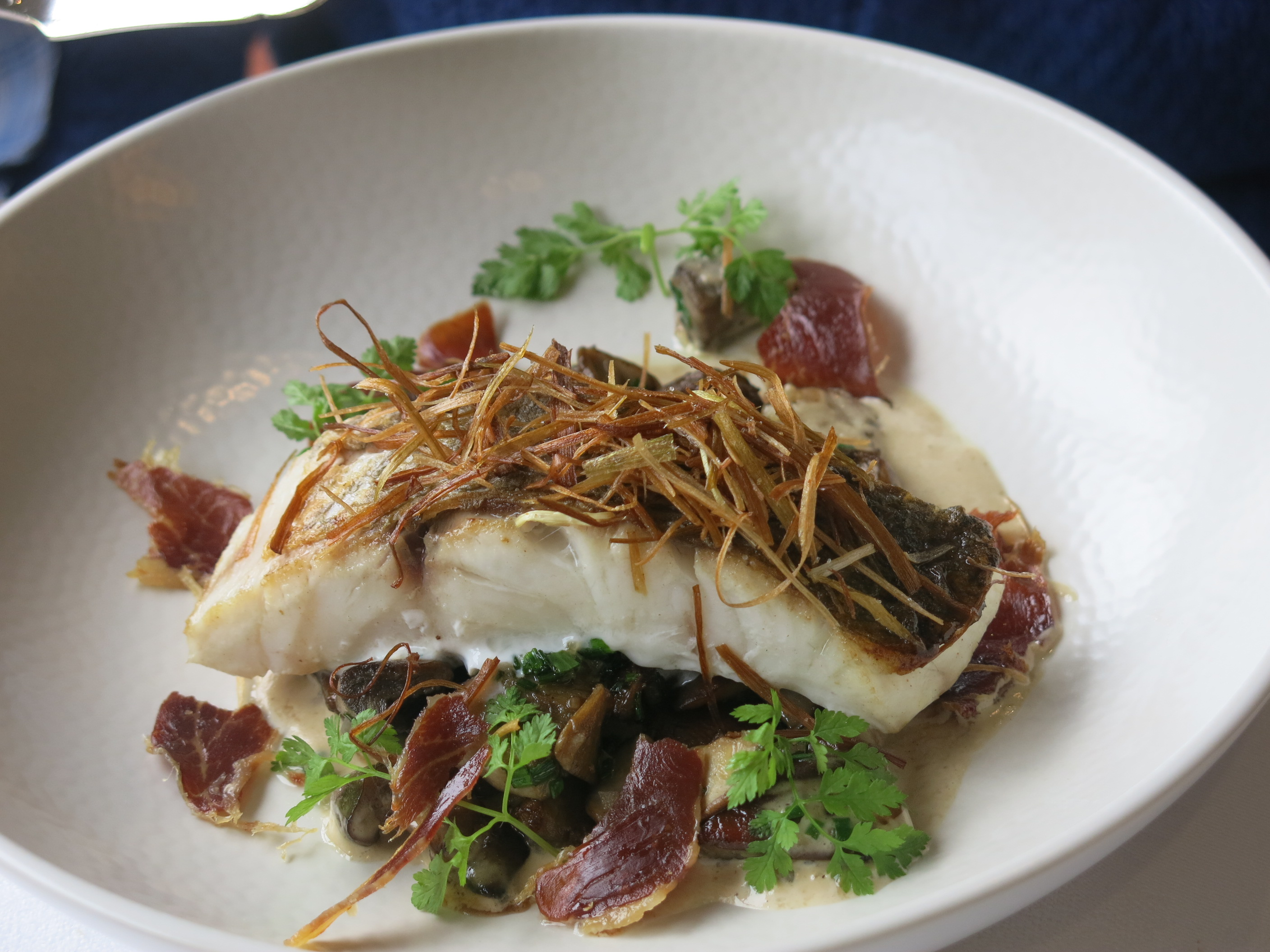
Filet de Maigre rôti.

Le Maigre est un poisson recherché par la pêche commerciale et de loisir. Il est notamment très prisé en Espagne et en Italie. Il peut se cuisiner au four, en papillote ou en farce dans des légumes.
Du fait de sa tolérance aux variations de température et de salinité, il est présent dans plusieurs aquariums publics européens.
Les gros otolithes du Maigre sont utilisés comme amulettes ou dans la fabrication de bijoux.

### Menaces et protection

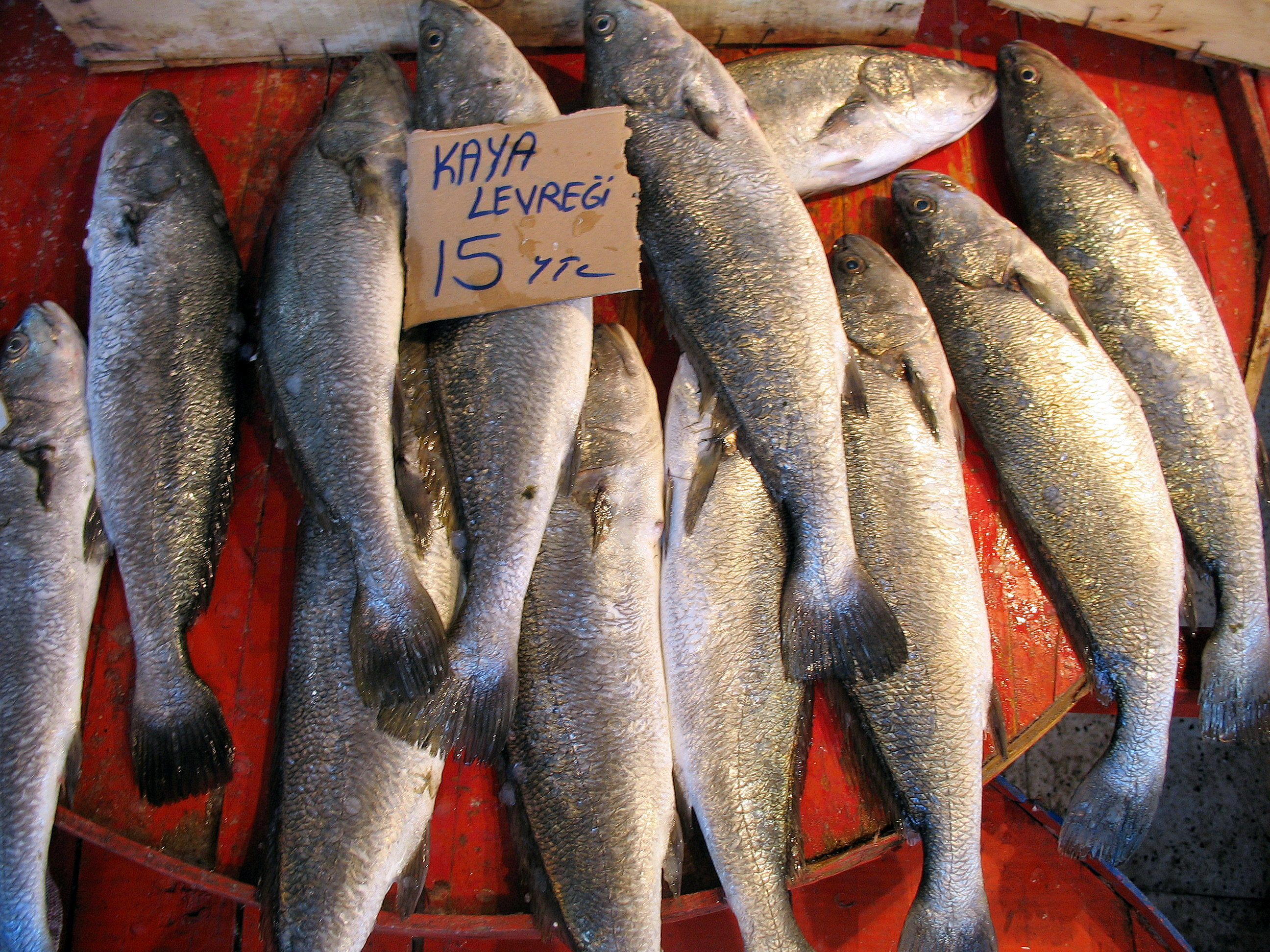
Des maigres vendus sur un marché en Turquie.

La pollution sonore due aux moteurs des bateaux pourrait affecter les parades nuptiales des Maigres, qui font alors usages de grognements, et donc avoir un impact sur l'efficacité de la reproduction.
En France, notamment pour des raisons de protection et conservation des ressources halieutiques en Europe, un arrêté du 26 octobre 2012 interdit de pêcher les individus de moins de 45 cm en pêche de loisir. La taille minimale est fixée à 30 cm en pêche professionnelle. Plus des trois quarts des prises du pays proviennent de chalutiers rattachés aux ports de La Rochelle, Royan et La Cotinière, en raison de leur proximité avec l'estuaire de la Gironde qui constitue une zone de frai importante pour l'espèce.

### Aquaculture
Depuis la maîtrise de la reproduction de l'espèce en captivité dans les années 1990, l'élevage du Maigre en aquaculture s'est fortement développé en France, en Grèce, en Espagne, en Italie et dans les Îles Canaries en raison du très bon taux de croissance des individus d'élevage et des qualités gustatives de l'espèce. 